# Thank You For…
『Thank You For…』（センキュー・フォー）は、岩田さゆりの1枚目のアルバム。

## 概要
- 「First Love」は上原あずみによる作詞。後に、上原がセルフカバーをしており、FEEL SO BADの大橋雅人、山口昌人といったリズム隊を起用したバンドサウンドに仕上がった。
- 「ひとりじゃない」と「不機嫌になる私」は小松未歩による作詞作曲。「不機嫌になる私」のみ、後に、小松がアルバム『小松未歩 8 〜a piece of cake〜』でセルフカバーしている。
- 2曲が元DEENの宇津本直紀による作曲。

## 収録曲
1. Thank You For Everything
作詞：岩田さゆり / 作曲：小林正範 / 編曲：鎌田真吾
2. i・n・g
作詞：凛々 / 作曲：富樫・冷水 / 編曲：Dr.Terachi,Pierrot Le Fou
3. 世界≒セカイ
作詞：岩田さゆり / 作曲：畑真也 / 編曲：鎌田真吾
4. ひとりじゃない
作詞・作曲：小松未歩 / 編曲：Dr.Terachi,Pierrot Le Fou
5. ヒトリゴト
作詞：佐々木美和 / 作曲：宇津本直紀 / 編曲：Shuntaro
6. 最後のラブレター
作詞：岩田さゆり / 作曲：宇津本直紀 / 編曲：Shuntaro
7. First love
作詞：上原あずみ / 作曲：小澤正澄 / 編曲：林良（organs café）
8. そう,きっときっとね
作詞：凛々 / 作曲：後藤康二 / 編曲：鎌田真吾
9. くもりぞら
作詞：加藤沙香菜（organs café）、作曲：後藤康二 / 編曲：林良（organs café）
10. 不機嫌になる私
作詞・作曲：小松未歩 / 編曲：MissTy
11. 春風
作詞：凛々 / 作曲・編曲：小澤正澄

## 参加ミュージシャン
- 加藤沙果菜 (organs cafe) - Background Vocals (#1,2,3,4,5,6,7,8,9,11)
- 小松未歩 - Background Vocals (#10)
- 有永浩二 - Egt (#1,7) Agt (#1,3,8,9)
- 増崎孝司 (DIMENSION) - Egt & Agt (#2,4)
- Shuntaro - Agt (#5)
- 須崎晟大朗 - Agt (#10)
- 小澤正澄 - Egt (#11)
- 新津健二 - E.Bass (#6)
- 小野塚晃 (DIMENSION) - Pf (#6)
- 上石統 - Trumpet / Flugelhorn (#8)
- 中野勇介 - Trumpet / Flugelhorn / Piccolo Trumpet (#8)
- 東條あづさ - Trombone (#8)
- 津崎知之 - Bass Trombone (#8)
- TAMA MUSIC Strings - Strings (#10)